# محطة شحن بوخضرة
محطة شحن بوخضرة هي محطة شحن سكك حديدية تقع في موقع منجم الحديد بوخضرة، بولاية تبسة.

## الموقع في السكك الحديدية
تقع المحطة شمال شرق مدينة بوخضرة، في موقع رواسب خام الحديد بوخضرة. وهي المحطة الأخيرة من الخط من الشانية إلى بوخضرة [الفرنسية]
. وتسبقها محطة عين الشانية.

## التاريخ
افتتحت المحطة في عام 1929، عندما شُغل خط الشنية إلى بوخضرة.

## الخدمات
المحطة مخصصة لتحميل الحديد المستخرج من منجم بوخضرة. وتوجه قطارات الخام إلى مركب الحجار للحديد والصلب الواقع في الضاحية الجنوبية لعنابة.